# Anaplecta gyrinoides
Anaplecta gyrinoides är en kackerlacksart som först beskrevs av Walker, F. 1868.  Anaplecta gyrinoides ingår i släktet Anaplecta och familjen småkackerlackor. Inga underarter finns listade i Catalogue of Life.